# Симер
Си́мер (укр. Сімер) — село в Перечинской городской общине Ужгородского района Закарпатской области Украины.
Население по переписи 2001 года составляло 1856 человек. Почтовый индекс — 89231. Телефонный код — 3145. Занимает площадь 19,89 км². Код КОАТУУ — 2123283601.

## История

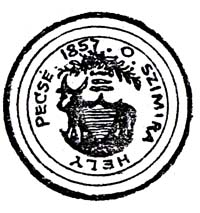
Печать села Симер. 1857 г.

Первое упоминание о селе относится к 1551 году. В латинском тексте говорится о «поселении Земерс в Унги». В тексте 1739 года называется Осемере (Старый Симер), в отличие от Уй Семере (Нового Симера), который в лексиконе населенных пунктов Венгрии 1773 фигурирует также в форме Симерки. По данным 1827 года, в Симерах было 55 домов и 437 жителей (за исключением 16 евреев, все греко-католики). В географическом словаре Венгрии 1829 года количество жителей определяется 420 мужчинами.
На печати села Симер 1857 года был изображён бык, несущий геральдический щит красного цвета. Над щитом три ножа (или ложки), ещё выше лавровый венок. Указано также цвет почвы — зелёный. Вокруг надпись на венгерском языке: «Оszimira pecs (ete) Печать Старого Симера. 1857».